# Semaeopus consobrinata
Semaeopus consobrinata là một loài bướm đêm trong họ Geometridae.